# Église Saint-Sauveur de Strasbourg
L'église Saint-Sauveur est une église protestante située place Mathieu-Zell dans le quartier de Cronenbourg à Strasbourg.
Elle se trouve juste à côté de l'ancienne Brasserie Kronenbourg.
L'architecte Gustave Oberthür se voit confier la construction de cet édifice religieux luthérien situé au n° 6, rue Jacob sur la place Mathieu-Zell. La construction se déroule de 1904 à 1906.
L'orgue est réalisé en 1907 sur les conseils du pasteur, organiste et musicologue Albert Schweitzer.

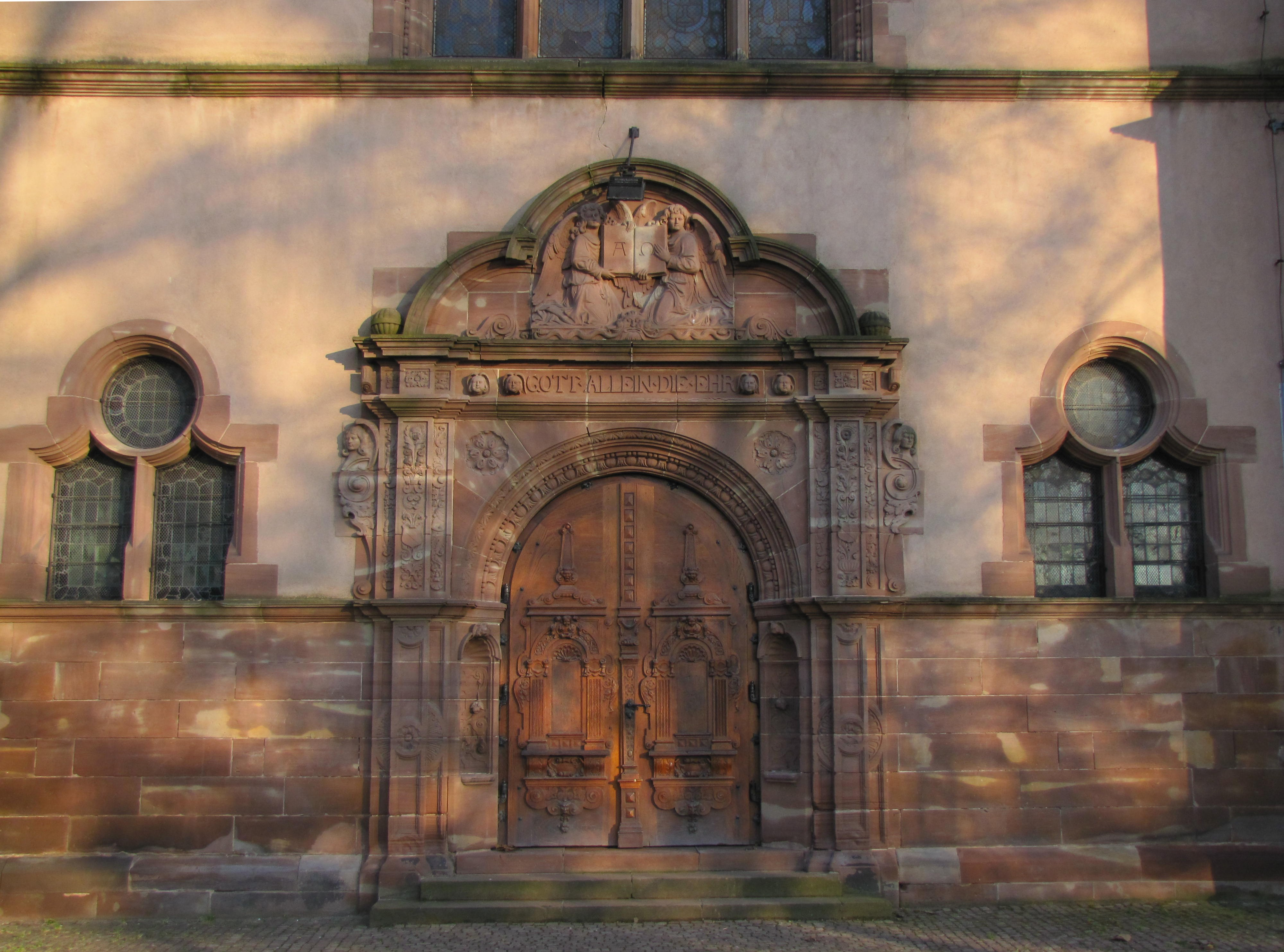
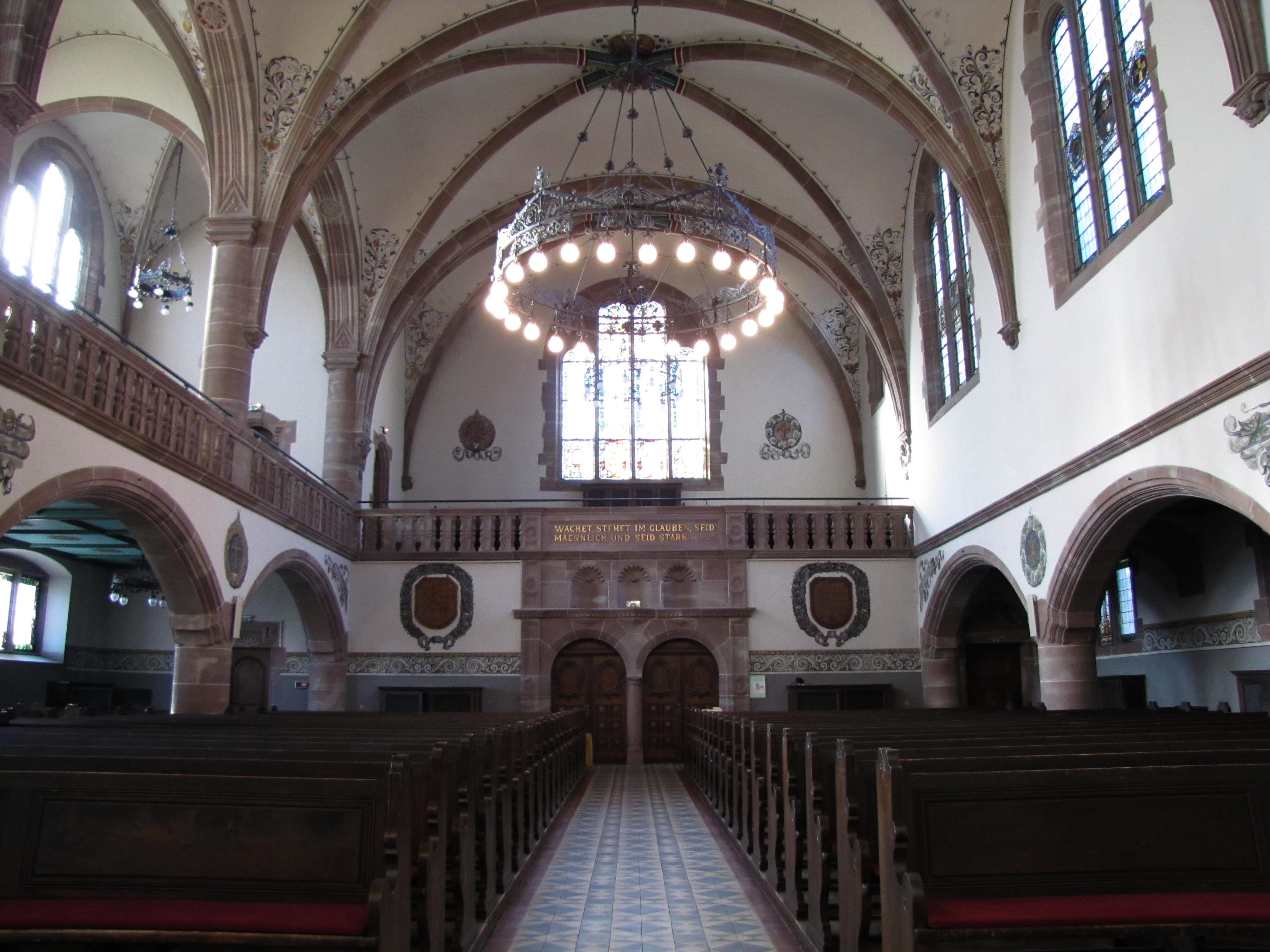
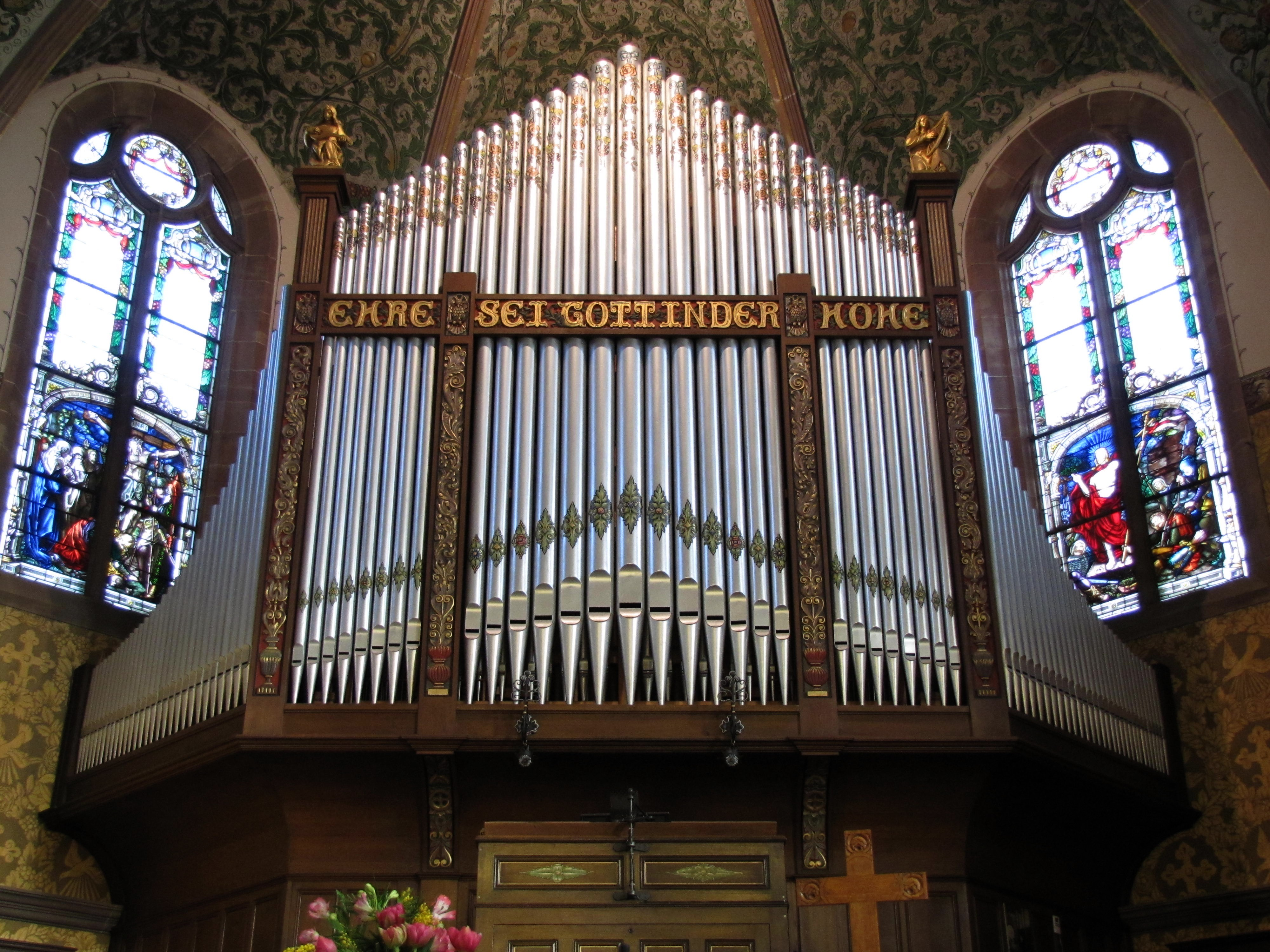
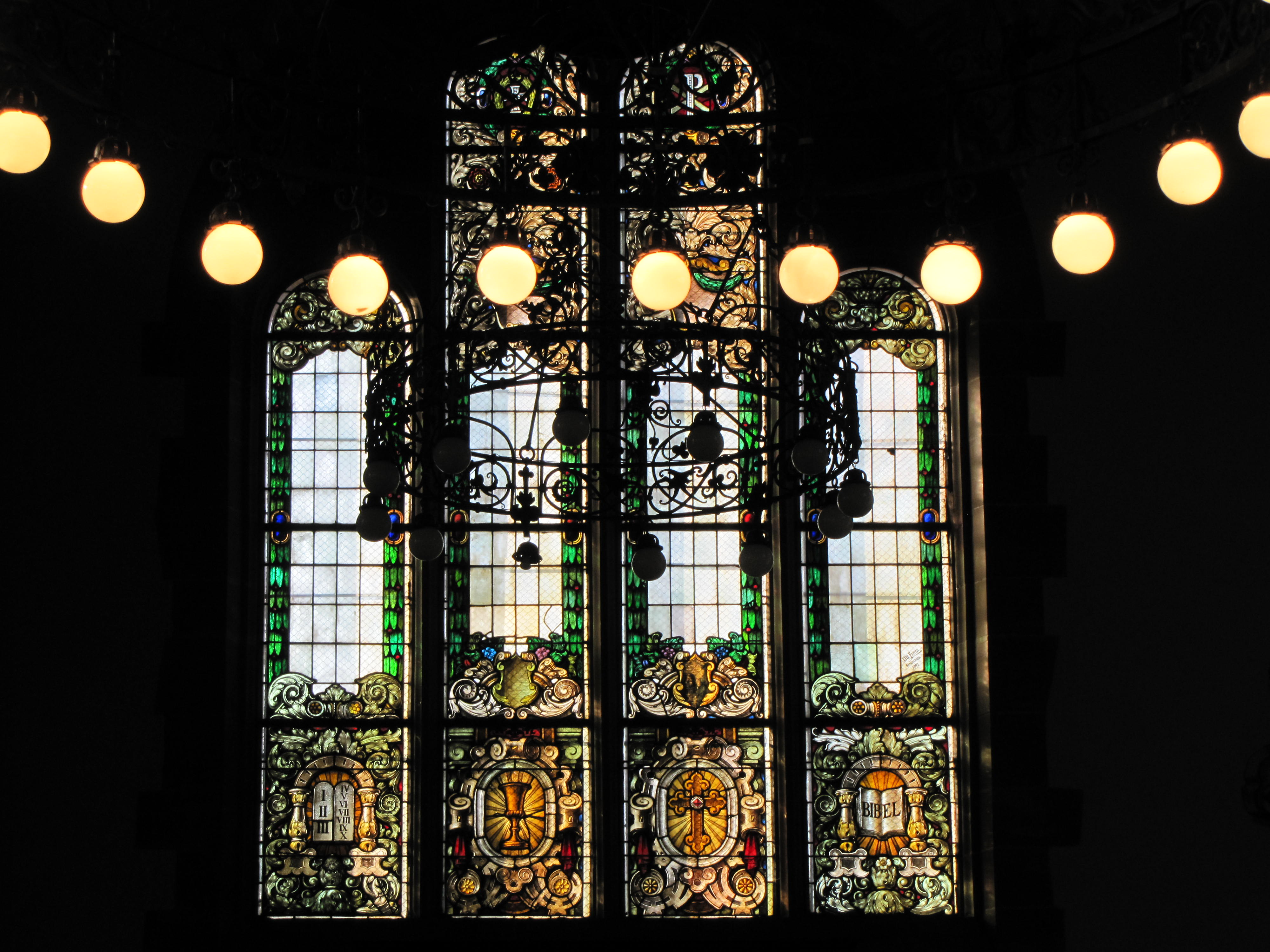

### Discographie
- L'Orgue Albert Schweitzer : Saint-Sauveur Strasbourg-Cronenbourg, Winfried Enz, orgue Dalstein-Haerpfer 1907, Bella Musica, Bühl/Baden, 2010, 1 CD + 1 livret